# Folienextrusion
Die Folienextrusion ist ein Verfahren zur kontinuierlichen Herstellung von Kunststofffolien, bei dem eine Kunststoffschmelze durch eine Düse gepresst und anschließend durch diverse Verfahren zu einer dünnen, flexiblen Folie geformt wird.

## Herstellung
Die Folienextrusion umfasst verschiedene Verfahren, die jeweils unterschiedliche Anforderungen an die herzustellenden Folien erfüllen:
- Blasfolienextrusion für hohe mechanische Festigkeit und Vielseitigkeit.
- Flachfolienextrusion (Cast-Folienextrusion) für präzise Kontrolle der Dicke und glatte Oberflächen.
- Kalanderverfahren zur Erzeugung von dicken Folien mit gleichmäßigen Eigenschaften.
- Coextrusion zur Herstellung von mehrschichtigen Folien mit kombinierten Eigenschaften.
- Mono- und biaxiale Orientierung zur Verbesserung der mechanischen Eigenschaften.
- Extrusionsbeschichtung zur Kombination von Kunststoffen mit anderen Materialien.

Die Wahl des richtigen Extrusionsverfahrens hängt von den gewünschten Produkteigenschaften, der Materialwahl und den speziellen Anforderungen der Anwendung ab.
Verfahrenstechnisch sind grundlegend die Blasfolien- und die Gießfolien-Extrusion, auch Cast-Folien-Extrusion genannt, zu unterscheiden. Die Extruder und peripheren Aggregate zur Plastifizierung der Thermoplaste sind bei beiden Herstellungsprinzipien in etwa gleich. Grundlegend unterschiedlich sind die Düsen, aus denen die Kunststoffschmelze am Ende aus dem Extruder austritt, und die nachgelagerten Bearbeitungsaggregate und Schritte.

### Blasfolienextrusion
Die Blasfolienextrusion ist eines der am häufigsten eingesetzten Verfahren zur Herstellung von Kunststofffolien, insbesondere für Verpackungszwecke. Bei diesem Verfahren wird der geschmolzene Kunststoff durch einen ringförmigen Extrusionskopf gepresst und als ein Schlauch nach oben ausgestoßen. Dieser Schlauch wird anschließend aufgeblasen, um die gewünschte Folienbreite zu erreichen. Durch die Rotation des Blaskopfs und die Steuerung des Abkühlprozesses entstehen gleichmäßig dünne Folien mit guten mechanischen Eigenschaften. Durch den Austritt aus der Ringdüse und das anschließende Aufblasen des Schlauchs durch die Kühlluft wird die Folie biaxial orientiert.

### Flachfolienextrusion
Bei der Flachfolienextrusion (auch Gießfolien-Extrusion oder Cast-Folien-Extrusion) tritt die Schmelze aus einer Breitschlitzdüse aus und wird auf einer Kühlwalze abgekühlt und parallel zum Hallenboden weiterverarbeitet. Zwischen Austritt aus der Breitschlitzdüse und dem Kontakt mit der Kühlwalze wird die Folie monoaxial orientiert.
Mit diesem Verfahren werden auch andere Materialien, wie z. B. Papier oder Aluminiumfolie, mit Thermoplasten beschichtet.

## Ökologische Aspekte
Durch Folienextrusion hergestellte Verpackungsfolien haben einen wesentlichen Anteil an den weltweit hergestellten Kunststoffverpackungen. Alleine in Deutschland wurden 2015 ca. 2,3 Millionen Tonnen Folien mit einem Umsatzvolumen von 6,8 Milliarden Euro hergestellt. Damit haben Folien einen Anteil von 51 % an den hergestellten Kunststoff-Verpackungen.
Durch Extrusion zu Folien umgeformte Thermoplast-Kunststoffgranulate finden sich in einer Vielzahl von Folien-Artikeln für den Verbraucher wieder:
Agrarfolien, Backwarenverpackungen, Baufolien, Dehnhauben, Eisbeutel, Folienverpackungen für Fleisch und Geflügel, Frischwarenverpackung, Haushaltstüten, Industriefolien, Kaschierfolien, Kleidersackfolie, medizinische Folien, Verpackung für Molkereiprodukte, Müllsäcke, Mülltüten, Obst- und Gemüsebeutel, Schrumpfhauben, Schwergutsäcke, Süßwarenverpackung, Stretchfolien, Tiefkühlprodukte, Tierfutterverpackungen, Tragetaschen, Umverpackungen, Versandumschläge, Warenbeutel, Windelfolien, Zeitungsfolie …